# 黒須修典
黒須 修典（くろす おさのり、1932年- 2020年）は日本競輪選手会愛知支部に所属していた元競輪選手。日本競輪学校ができる前に競輪選手登録を受けた期前選手であった。ちなみに、名前である修典を音読みした形のシュウテンと呼ばれることのほうが多く、弟子たちの多くも「シュウテン先生」などと呼んでいる。
もっとも、選手時代における実績はほとんどない。しかし、その黒須の名を何が成さしめたのかといえば、俗に黒須道場と言われた競輪選手の卵を育成する「指導者」としてで、競輪界では今もなお有名な人物である。そして、競輪選手になりたいならば黒須の門を叩け、とさえも言われる。
18期生の河合勝をきっかけとして競輪選手を目指す若者の指導者となり、下記に挙げるとおり、多くの弟子を競輪選手として送り込み、また、特別競輪の優勝経験を持つ弟子たちも少なくない。
(妻はテル子[1933年-2012年]。元女子競輪選手である。二男一女をもうけるも、競輪選手を目指した子供はいない。
内弟子を多く育て、食事・洗濯・病気や怪我の看病のほとんどはテル子が一人で世話をした。
2012年11月の葬儀での参列者の数が、内助の功を物語る。テル子　行年八十歳。合掌)

## 弟子である主な選手
GIまたはGII優勝経験選手
久保千代志（29期。引退。1981年高松宮杯）
高橋健二（30期。引退。1975年日本選手権、1985年オールスター）
清嶋彰一（40期。引退。1985・1987年日本選手権）
山内卓也（77期。2005年西日本王座決定戦）
その他の主な選手
高橋美行（33期。引退）
樋口信夫（34期）
兼松薫（36期）
長村達也（57期）
疋田敏（59期）
河津照彦（60期）
樋渡三千男（61期）
山田圭二（70期）
朝日勇（74期）
服部竜二（76期）
笠松信幸（84期）
今村清二（85期）